# Zinneke Pis
Zinneke Pis je socha čůrajícího psa v Bruselu. Je to třetí z „čůrajících“ soch v tomto městě, jehož symbolem je čůrající chlapeček (Manneken Pis), doplněný v roce 1987 o čůrající holčičku (Jaenneke Pis).
Socha čůrajícího psa se od roku 1998 nachází na rohu ulic Rue des Chartreux/Kartuizersstraat a Rue du Vieux-Marché/Oude Graanmarkt. Slovo „zinneke“ označuje v bruselské vlámštině psího křížence.